# Trato espinotalâmico

Esquema dos tratos nervosos da medula espinhal

O trato espinotalâmico é uma via sensorial que se origina na medula espinhal. Ele transmite informações para o tálamo sobre dor, temperatura, pressão e tato protopático. A via cruza ao nível da medula espinhal. Após a entrada dos feixes de fibras nervosas no corno posterior da medula, elas cruzam o plano mediano e infletem-se cranialmente, depois ascendem pela substância branca da medula.

## Tratos
O trato espinotalâmico possui duas dívisões ao nível da medula espinal:
- O trato espinotalâmico lateral transmite as sensações de dor e temperatura.
- O trato espinotalâmico anterior (ou ventral) transmite a sensação do tato protopático (tato grosseiro) e da pressão.